# Єшу Стиліт
Єшу Стиліт — монах монофізитської орієнтації, найбільш вірогідний автор хроніки «Літописна повість про нещастя, що трапилося в Едесі, Аміді та в усій Месопотамії», написаної сирійською мовою, яка є цінним джерелом з історії конфліктів Візантійської імперії та Персії в кінці V — початку VI століть. До нашого часу хроніка дійшла в єдиному екземплярі, як складова частина так званої хроніки псевдо-Діонісія Тель-Махрського, яку відносять до IX століття. Вона включена в останню як єдине ціле з додаванням вступу і висновку. Можливо, хроніка була складовою частиною «Церковної історії» Іоанна Ефеського, з якої псевдо-Діонісій взяв більшу частину матеріалу третьої частини своєї праці.
Рукопис псевдо-Діонісія зберігався в бібліотеці сирійського монастиря в Нітрійській пустелі. Йосип Ассемані, який вперше видав рукопис, дає суперечливі відомості про її походження. В каталозі східних рукописів Ватикану Ассемані стверджує, що вона належала до числа привезених з Тагріту в 932 році ігуменом цього монастиря Мойсеєм Нізібійським, який зібрав цю бібліотеку. В іншому місці Асемані повідомляє, що цей екземпляр переписаний в самому монастирі в IX або X столітті, що більш ймовірно. Середньовічні сирійські письменники хронікою не користувалися, і в компілятивних роботах Михайла Великого і Григорія Бар-Ебрая для періоду кінця V — початку VI століть використовувалася «Історія» Захарія Мітиленського.

## Видання
Ассемані видав скорочений латинський переклад хроніки, однак її неповнота і відсутність сирійського тексту спонукали Павлина Мартена в 1876 році видати повністю сирійський оригінал і французький переклад. Англійський переклад Вільяма Райта з'явився в 1882 році, в ньому був виправлений ряд помилок французького видання. Російський переклад був виконаний Ніною Вікторівною Пігулевською і виданий в 1940 році. Сучасний німецький переклад з'явився в 1997 році.

## Хроніка
Написаний у формі послання, праця Єшу Стиліта являє собою історичне оповідання, центральною темою якого є візантійсько-перська війна 502—506 рр. Опису війни присвячена половина твору (§ 49-100). У вступі (§ 4-48) дається ретроспектива візантійсько-перських відносин з 297 р., коли до Римської імперії відійшло м. Нусайбін. Повідомивши про передачу Нусайбіна персам на 120 років в 363 р. імператором Йовіаном, Єшу переходить до часів імператора Зенона, при ньому після закінчення зазначеного в договорі терміну перси відмовилися повернути Нусайбін імперії. Однак, це не привело до військового протистояння 2 держав, оскільки перси були зайняті війною з гунами-ефталітами на східному кордоні, а Зенон придушував заколот Ілла і узурпатора Леонтія. Власне «історія нещасть» починається з невдалих переговорів шаханшаха Кавада (488—497, 499—531) з новим імператором Анастасієм I. Після цього слідує опис внутрішніх негараздів Персії (496—499).
Приступаючи до викладу основної розповіді, автор наводить датування по ері Селевкідів. В описі подій 495—502 рр. (§ 25-47) найчастіше згадуються неврожаї, голод, епідемії, землетруси та ін., які панували в Едесі і навколишні провінції. Всі ці випробування були послані Богом «для напоумлення народу», який впав в язичництво. Називаючи благодіянням Божим хороший урожай 496 р, автор намагається показати, що «менші лиха» були дані для того, щоб народ встиг покаятися. Але оскільки цього не сталося, Бог допустив навалу персів. Вторгненню Кавада, за словами Єшу, передували жахливі знамення: на півночі були видні вогненні спалахи, деякі міста були зруйновані землетрусами, жителів Нікомедії охопило масове божевілля. Написана в дусі християнського провіденціалізму, ця частина праці відрізняється відсутністю прямого зв'язку між подіями. Розповіді про знамення і лиха перериваються повідомленнями про різні заходи, вжиті византійськими намісниками для благоустрою та наведення порядку в Едессі, про розпорядження імператора Анастасія I, про едеських єпископів Кіра і Петра.
З 502 по 506 (7) рр. праця представляє послідовну роповідь про хід війни. У цій частині простежуються традиції елліністичної історіографії та сучасному, для автора, візантійського стилю опису історії. Як і Прокопій Кесарійський, автор користувався, нині втраченою, «Історією» Євстафія Епіфанійского. З 502 (3) р. виклад базується вже виключно на особистих враженнях автора і свідченнях очевидців. Повчальний характер і провіденциалізм, в цій частині твору Єшу, поступається місцем патетики героїзму і зради, політиці і інтригам.
Автор-сирієць займає патріотичну проімперську позицію. Це не заважає йому критикувати окремі дії візантійських воєначальників і схвалювати вдалі рішення перської окупаційної влади. Єшу відкрито і послідовно висловлює свою глибоку відразу до жахів війни, але це не впливає на його політичну орієнтацію. Він не поділяв позиції тих, хто нарікав на імператора Анастасія I. «Ті, хто засуджують його (імператора) за те, що він не дав золота, нехай краще засуджують того, хто вимагав насильно того, що не належить йому» (§ 21), — писав автор, маючи на увазі Кавада. Саме перський цар є для Єшу основним винуватцем війни і пов'язаних з нею численних злочинів. Кавад протегував «огидною єресю магізму зарадуштаканців» (§ 21), — Маздакізмом. Він порівнює його з біблійним фараоном і сподівається, що Бог покарає перського царя, за його беззаконня. А імператор Анастасій I постає у автора мудрим, людинолюбним і благочестивим правителем, таким, яким був цар Соломон. Ідеалізація образу імператора Анастасія I є спільною рисою сирійської історіографії того періоду. Втім, в кінці твору, ніби виправдовуючись перед читачем в тому, що він розсипав похвали Анастасію, Єшу зауважує: "Якщо і показав себе інакше цей імператор в кінці життя, то ніхто не повинен бути засмучений його похвалами, і нехай згадає, що трапилося з Соломоном в кінці життя "(§ 100).
Твір закінчується описом укладення миру з персами і початком будівництва укріплень в Дарі на перському кордоні за розпорядженням магістра Целера у листопаді 506 році.